# Robert Francis Kennedy

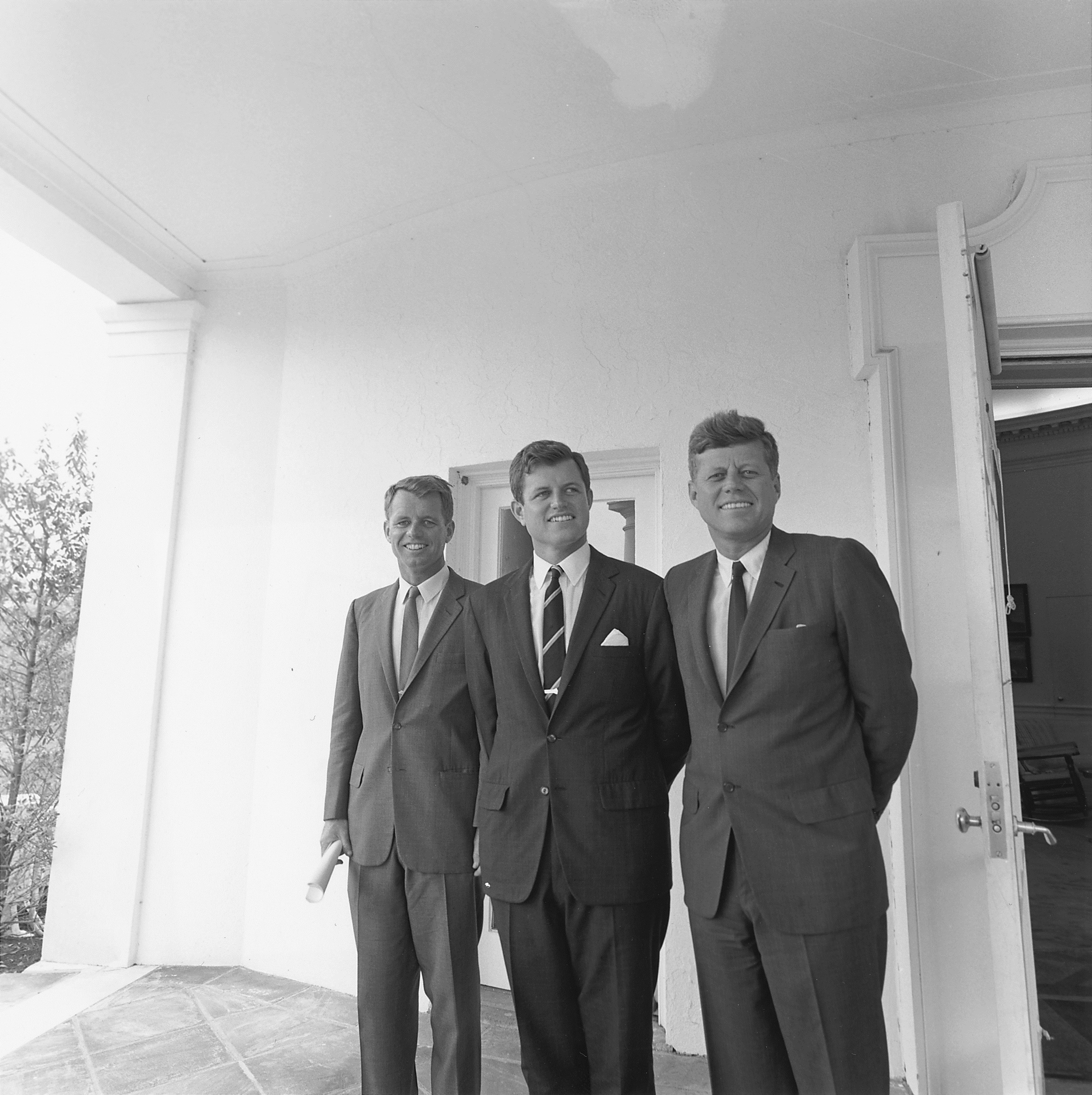
Els germans Kennedy: el fiscal general Robert F. Kennedy, el senador Ted Kennedy i el president John F. Kennedy el 1963

Robert Francis "Bobby" Kennedy, també anomenat "RFK" (20 de novembre de 1925 - 6 de juny de 1968) era el segon germà més jove del President John F. Kennedy, i va ser designat pel seu germà com a Fiscal General per la seva administració. Va treballar estretament amb el seu germà durant la Invasió de Bahía de Cochinos i en la Crisi dels míssils de Cuba.

## Primers anys

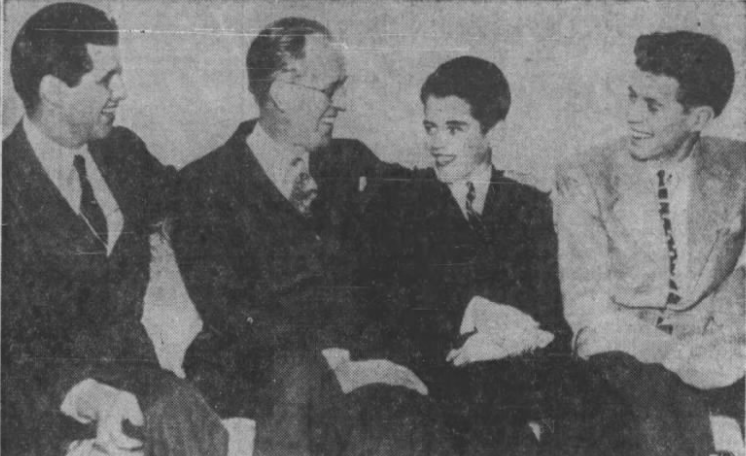
L'ambaixador Joseph Kennedy Sr. visita els seus fills (Robert, segon des de la dreta) a Boston al voltant de 1939.

Robert Francis Kennedy, nascut el 20 de novembre de 1925, va ser el setè fill de Joseph P. Kennedy i Rose Fitzgerald Kennedy. En complir els 18 anys, s'allista a l'Exèrcit dels Estats Units d'Amèrica que estava participant en la Segona Guerra Mundial, en la qual ja hi prenien part els seus germans gran, Joseph Patrick jr. i John F. L'any 1943, en plena guerra, s'assabenta de la mort del seu germà gran, Joseph Patrick Jr.
Va estudiar i es va graduar en dret per la Universitat Harvard el 1948, després d'haver servit durant poc temps a l'Armada. Va rebre la seva graduació en dret pel col·legi legal de la Universitat de Virgínia el 1951, posteriorment va començar a treballar en el món de la política, sempre de la mà del seu germà gran John, del qual fou assessor en la seva primera gran campanya, la del Senat de 1952.

## Vida personal
El 1950, Robert va contreure matrimoni amb Ethel Skakel. El matrimoni de Robert i Ethel va tenir 11 fills l'última, Rory Kennedy, va néixer poc després de l'assassinat del seu pare. Al llarg de la història, la rumorologia i la premsa del cor sempre van parlar d'un triangle amorós entre Robert, el seu germà, el president Kennedy, i l'actriu Marilyn Monroe. Existeixen múltiples referències al paper que J. Edgar Hoover, cap del FBI, que asseguren que va advertir a Bob sobre la simpatia de l'actriu amb el comunisme i que la manipulaven per a extreure-li secrets de passadís. També, han sorgit al llarg del temps múltiples teories sobre la mort de l'actriu en estranyes circumstàncies, sobre un possible avortament i la implicació de Kennedy i Hoover.

## Treballant per a JFK

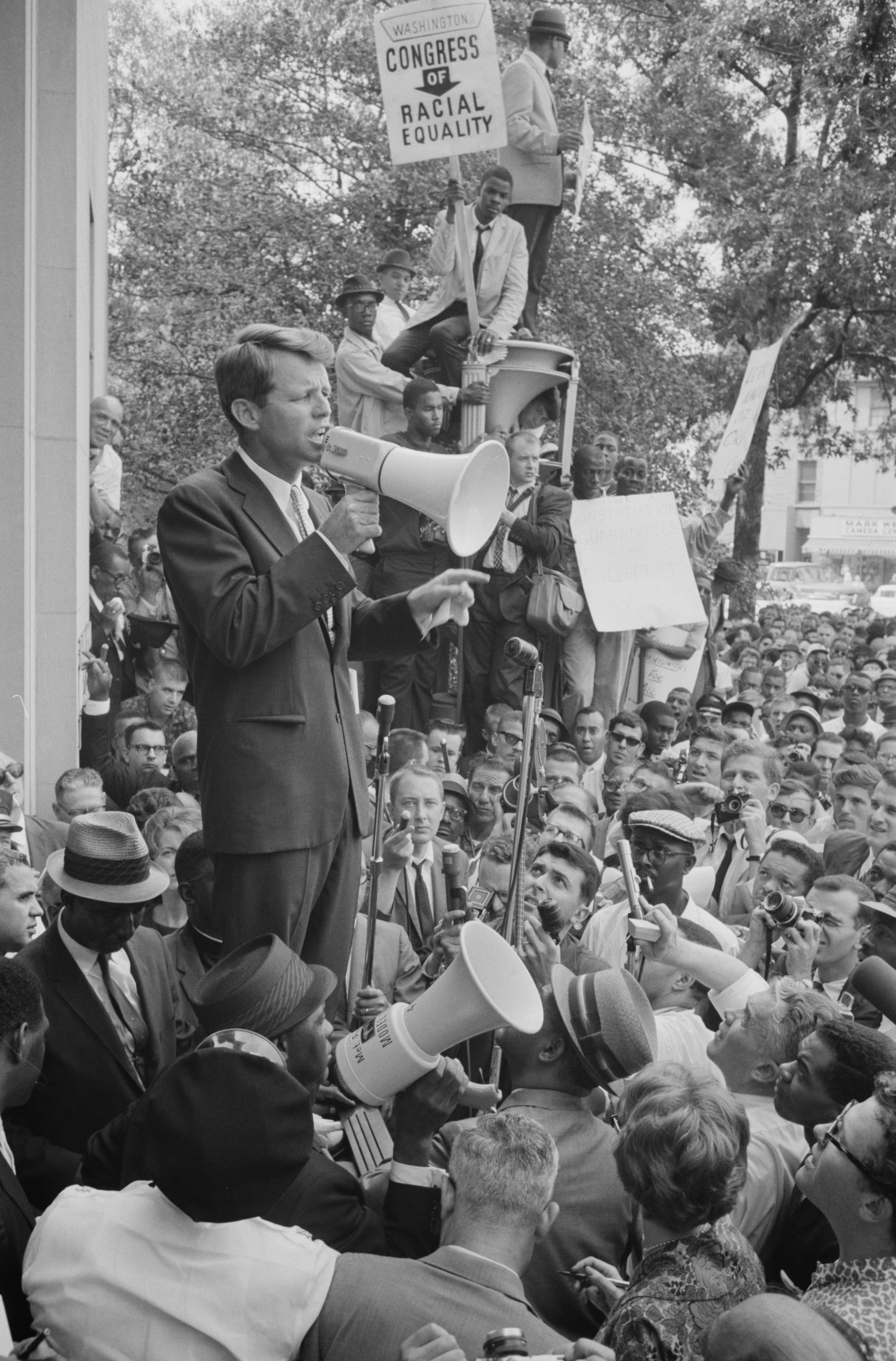
Robert Kennedy realitzant un discurs sobre els drets civils (1963)

El president Kennedy va premiar el seu germà nomenant-lo Fiscal General dels Estats Units. Durant l'administració Kennedy, Bobby va ser assessor del president. Un dels problemes als quals va haver d'enfrontar-se va ser la Invasió de Bahía de Cochinos a Cuba el 1961, així com la Crisi dels míssils de Cuba 18 mesos més tard. També va haver d'afrontar l'escalada militar del Vietnam i els moviments en defensa dels drets civils.
Kennedy és recordat sobretot pels seus treballs en els drets civils; cal esmentar la integració de la Universitat de Mississipi. Després de l'assassinat del president Kennedy el 1963, Robert va romandre com a fiscal general encara que les seves relacions amb el president Lyndon Johnson eren particularment fredes.

## Candidatura a la presidència i assassinat
Al principi, Kennedy va negar les especulacions que afirmaven que volia intentar ser el candidat demòcrata a les eleccions a la presidència de 1968, enfrontant-se al seu company de partit, el president Johnson. Johnson va obtenir una victòria feble en les primàries de Nou Hampshire contra el senador Eugene McCarthy, un candidat antiguerra; poc després, Kennedy va anunciar la seva candidatura el 16 de març. Dues setmanes després, Johnson va declarar en una intervenció televisada que no es presentaria a la reelecció.

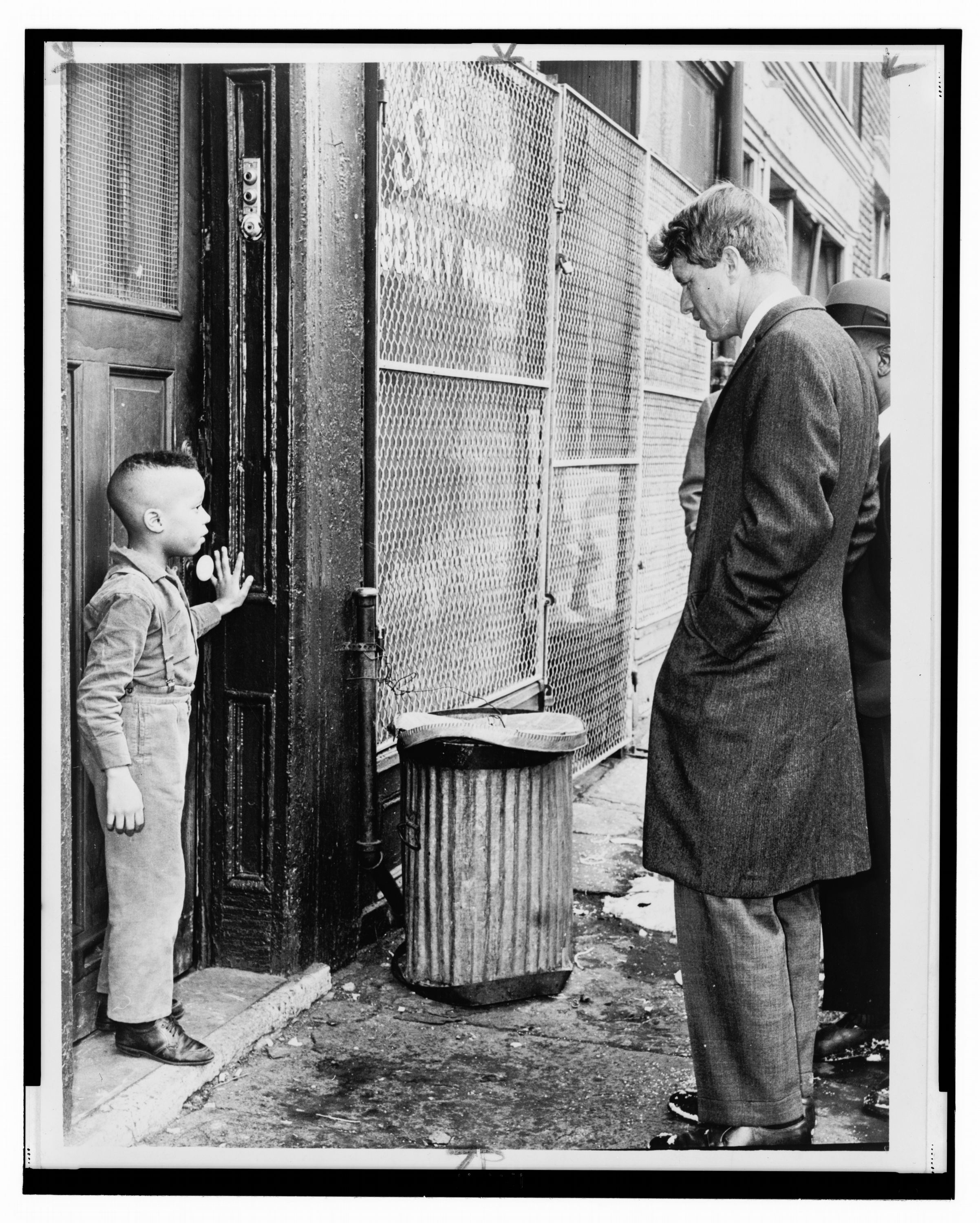
RFK en campanya conversant sobre educació amb un nen.

El 4 d'abril durant una contesa electoral a Indianapolis (Indiana), Kennedy va conèixer la notícia de l'assassinat de Martin Luther King. Kennedy va realitzar un discurs en el qual va cridar a la reconciliació entre races. En els dies que van seguir a l'assassinat del reverend, centenars de persones van resultar ferides i 43 assassinades en les revoltes que es van produir en tots els Estats Units; l'únic punt en el qual no es va produir cap avalot va ser Indianapolis.
Robert Kennedy va guanyar les primàries a Indiana i Nebraska però va perdre a Oregon. El 4 de juny de 1968, es va apuntar la major victòria en la seva carrera cap a la nominació demòcrata en guanyar les primàries a Dakota del Sud i Califòrnia. El 5 de juny de 1968, Kennedy va pronunciar un discurs d'agraïment als seus electors a l'Hotel Ambassador de Los Angeles (Califòrnia). la qual cosa convertí el resultat a Califòrnia com a clau per a la designació.
Mentre es dirigiria per un passadís ple de gent cap a les cuines de l'hotel, Sirhan Sirhan, un home de 22 anys resident a Los Angeles i amb ascendents palestins, va aparèixer disparant amb un revòlver del calibre 22 contra la multitud que omplia el passadís. Diverses persones van resultar ferides, entre elles el senador Kennedy a qui va disparar a boca de canó. Sirhan va confessar el seu crim per ser contrari al suport polític a Israel del senador i va ser condemnat a cadena perpètua. La seva versió fou posada en dubte, ja que no se sap si ell mateix va actuar per compte propi o si la màfia va dissenyar aquest pla de matar del senador, usant a aquest palestí com a excusa per a despistar la policia i l'opinió pública.

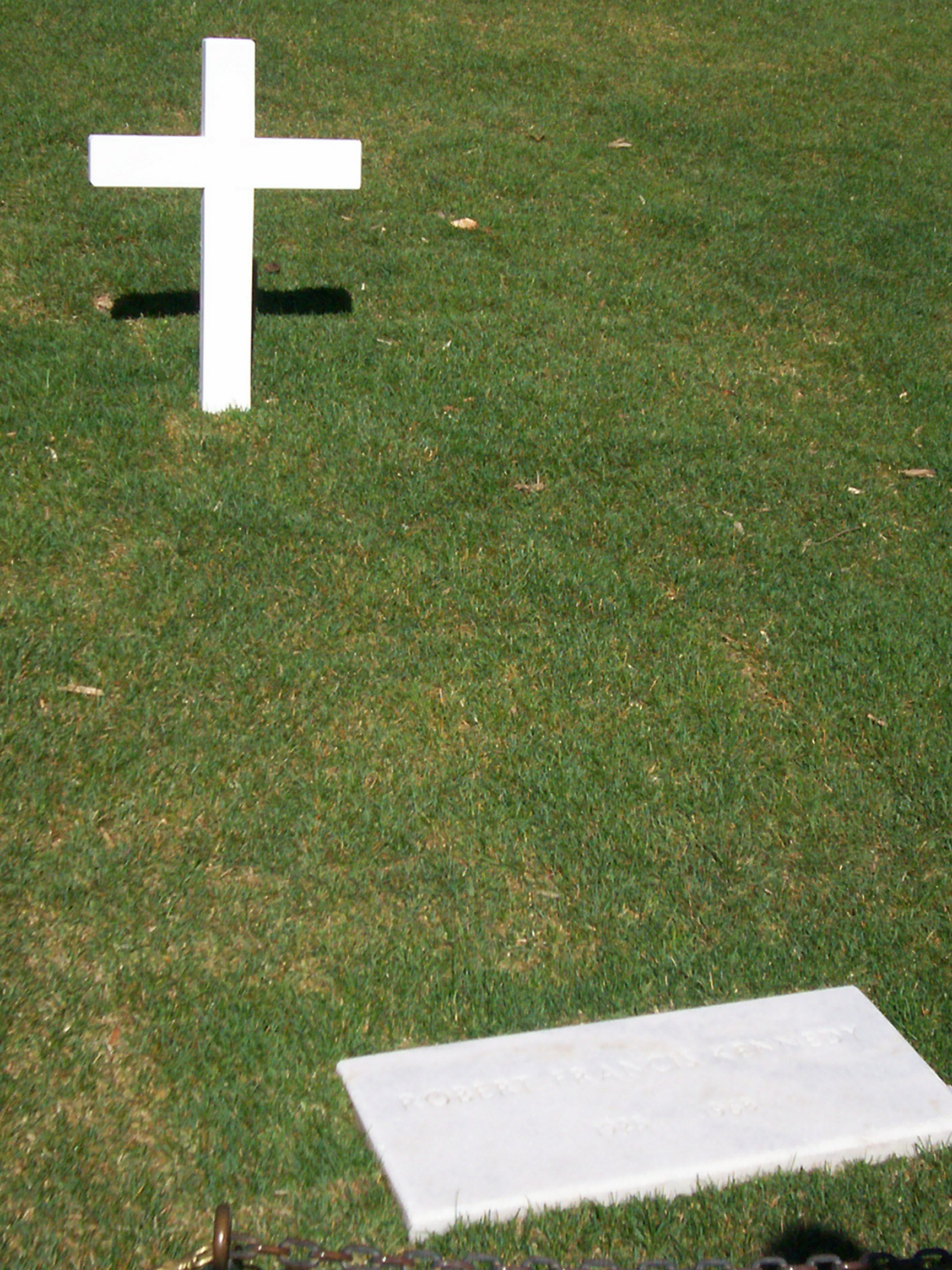
Tomba en el cementiri d'Arlington

Robert Kennedy va morir a primera hora del matí del dia 6 de juny de 1968 als 42 anys al The Good Samaritan Hospital de Los Angeles. La família Kennedy, presidida pel seu germà Edward Kennedy va organitzar els funerals en la Catedral de Sant Patrici, a Nova York. El president Johnson va declarar dia oficial de dol nacional en homenatge al finat senador el 9 de juny de 1968. Està enterrat a prop del seu germà John al Cementiri d'Arlington. Un any després del seu assassinat, l'Estadi de Washington, D.C. es va rebatejar amb el nom de Robert F. Kennedy Memorial Stadium, també conegut com el RFK Memorial Stadium.
L'hotel Ambassador de Los Angeles, escenari de l'assassinat de RFK, va deixar de ser operatiu el 1989, i no fa gaire que va ser totalment enderrocat després de funcionar com a hotel durant 84 anys. Ara s'hi ha construït una escola secundària. A prop del desaparegut hotel hi ha una avinguda que es diu Robert F. Kennedy Avenue en honor del finat senador de Nova York.

## Honors

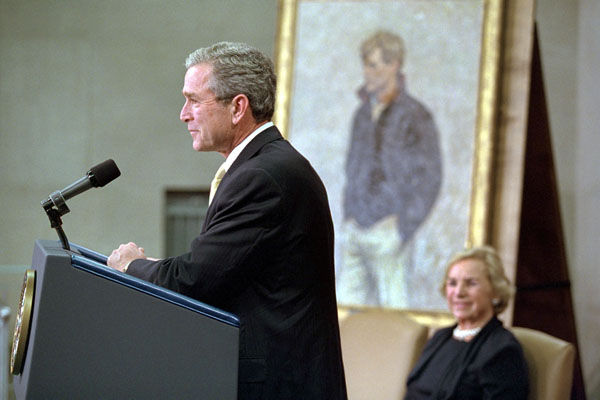
Bush i Ethel Skakel durant la cerimònia en què es reanomena l'edifici del Departament de Justícia en honor de Robert F. Kennedy.

El 1969 l'Estadi D.C. a Washington, D.C. va ser rebatejat com a Robert F. Kennedy Memorial Stadium.
El 1978, el Congrés dels Estats Units el va premiar pòstumament amb la Medalla d'Or del Congrés (Congressional Gold Medal).
El 1998, el United States Mint (òrgan federal encarregat de les divises) va lliurar una moneda especial de dòlar en què apareix el rostre de Kennedy i, de l'altra banda, els emblemes del Departament de Justícia dels Estats Units i del Senat dels Estats Units.
El 20 de novembre de 2001 a Washington, DC el President George W. Bush i el Fiscal General John Ashcroft van batejar l'edifici central del Departament de Justícia com "Edifici del Departament de Justícia Robert F. Kennedy" (Robert F. Kennedy Department of Justice Building), honrant a RFK en la data que hagués celebrat el seu 76è aniversari. Bush, Ashcroft i el fill gran de Kennedy, Joseph II, van parlar durant la cerimònia.

## Filmografia
- Bobby, pel·lícula de 2006 dirigida per Emilio Estévez.